# Straßenbahn Szczekociny
Die Straßenbahn Szczekociny war eine Pferdestraßenbahn in Polen, die von 1915 bis 1935 betrieben wurde. Sie verband Szczekociny mit dem Bahnhof Sędziszów an der Bahnstrecke Warschau–Krakau.   

## Geschichte
Die 21 km lange Strecke mit einer Spurweite von 600 mm wurde während des Ersten Weltkriegs als Feldbahn von österreichischen Eisenbahntruppen gebaut. Nach dem Krieg ging sie in polnischen Besitz über und wurde der Eisenbahndirektion Radom zugeteilt. Während der 20 Betriebsjahre ereigneten sich drei Überfälle und ein tödlicher Unfall.

## Betrieb
Es wurden acht Verbindungen pro Tag angeboten. Die Bahn hatte fünf Wagen. Normalerweise war ein einspänniger geschlossener Wagen mit zwei Abteilen für je sechs Personen im Einsatz. Der Kutscher hatte seinen Platz auf einem durch ein Dach von Regen geschützten Kutschbock. Am Mittwoch, dem Markttag in Szczekociny waren große Wagen im Einsatz, die bis zu 30 Personen fassten und zweispännig gefahren wurden.     